# Владислав I (Бохемия)
Владислав I (1065 – 1125) е дук на Бохемия от Пшемисловата династия. Той носи тази титла на два пъти поради едно прекъсване от три години, породено от династични конфликти с брат му Борживой II. Неговото управление обхваща труден период за бохемското херцогство, което е раздирано от вътрешни противоречия и едва опазва независимостта си между трима силни съседи – Свещената Римска Империя, Кралство Унгария и Полското херцогство.

## Произход и управление
Владислав е син на предишния херцог Вратислав II и заедно с братовчед си Святопулк Оломоуцки сваля брат си Боривой през 1107 г., който търси убежище в двора на Хайнрих Германски. След като през 1109 г. Святопулк е убит в покушение германците не възразяват, а поляците подкрепят завръщането на Боривой. Владислав се справя с тази заплаха в директен сблъсък при Трутин с брат си, но за да избегне намесата на силните си съседи е принуден да раздели херцогството. Така през 1111 г. третият брат Собеслав става негов васален владетел в Моравия. Това е временна мярка и през 1117 г. Владислав е принуден „формално“ да абдикира в полза на по-големия си брат, но да запази фиефите си около Прага. Така за три години Боривой отново е херцог на Бохемия, но за него цената е да се съгласи да управлява само в Зноймо, Моравия за сметка на Собеслав. Може само да се предполага дали тези дипломатически въртележки са били диктувани от съседните владетелски дворове, защото те очевидно водят до трайно отслабване на бохемското херцогство. Боривой може и да е осъзнал това, когато доброволно се отказва от властта в полза на брат си през 1120 г.
Управлението на Владислав се смята за успешно от историците, защото той успява да запази бохемската независимост, макар и на висока цена. Така например той е принуден да се държи като васал на Хайнрих, като го придружава при една от италианските му експедиции и да не се противопоставя на заселването на германци в пограничните територии. Втори по рождение и по право на женитба, той няма такава силна подкрепа, каквато получава брат му от велемощен род като Бабенбергите. Владислав и Рикса фон Берг дават живот на Владислав II, който по-късно ще стане вторият ненаследствен Крал на Бохемия след Вратислав II.